# Halicyclops similis
Halicyclops similis är en kräftdjursart som beskrevs av Andreas Kiefer 1935. Halicyclops similis ingår i släktet Halicyclops och familjen Cyclopidae. Inga underarter finns listade i Catalogue of Life.